# Adam Zawartka
Adam Zawartka (ur. w maju 1914 w Sancygniowie, zm. 10 sierpnia 2007) – żołnierz Września 1939 i partyzant, działacz straży pożarnych, polityczny, animator życia kulturalnego. Przez okres 46 lat bez przerwy pełnił funkcję sołtysa we wsi, przez 65 lat był działaczem straży pożarnej i ruchu ludowego.

## Życiorys
Szkołę podstawową ukończył w Działoszycach. Bez szkoły średniej zatrudniony został do pracy w Urzędzie Gminnym w Sancygniowie. W 1931 wstąpił do straży pożarnej i do Związku Młodzieży Wiejskiej RP „Wici”. W rok później podpisał deklarację wstąpienia do Stronnictwa Ludowego i został sekretarzem koła. 
Z chwilą wybuchu II wojny światowej został wcielony do wojska i uczestniczył w obronie Modlina, gdzie został ranny. W październiku 1939 powrócił w rodzinne strony, a następnie wstąpił do ZWZ, a po powołaniu Batalionów Chłopskich – do tej organizacji. Uczestniczył w wielu akcjach bojowych, m.in. w rozbrajaniu posterunku niemieckiego w Sancygniowie i obronie Republiki Pińczowsko-Miechowskiej. Po wyzwoleniu wstąpił do PSL. Został członkiem władz wojewódzkich w Kielcach, a w 1949 członkiem ZSL, gdzie przez wiele lat był prezesem koła i członkiem władz gminnych w Działoszycach. W 1990 ponownie wstąpił do PSL. Od 1945 do 1990 mieszkańcy wsi wybierali go na sołtysa. W 1991 został sołtysem honorowym.
Od 1962 do 1981 prowadził teatralny zespół amatorski. Wyjeżdżał z nim na różne konkursy i przedstawienia. Założył i prowadził kronikę życia wsi, która jest cennym dokumentem historycznym ukazującym przeobrażenia w świadomości mieszkańców.

## Odznaczenia, wyróżnienia
Został odznaczony m.in.: Krzyżem Kawalerskim Orderu Odrodzenia Polski, Srebrną i Złotą Odznaką Związku OSP, Krzyżem Partyzanckim, medalem „Za udział w wojnie obronnej 1939”, Krzyżem Batalionów Chłopskich.
14 lutego 2001 prezydent Aleksander Kwaśniewski mianował go podporucznikiem Wojska Polskiego.